# 2. HNL 2015/16
Die 2. HNL 2015/16 war die 25. Spielzeit der zweiten kroatischen Fußballliga. Die Saison begann am 14. August 2015 und endete am 21. Mai 2016.

## Modus
Die zwölf Mannschaften traten in je drei Runden gegeneinander an, sodass 33 Spieltage zu absolvieren waren. Die Teams, die nach 22 Spielen die ersten sechs Plätze belegten hatten zusätzlich sechs Heimspiele, die Teams auf den unteren sechs Plätzen noch fünf Heimspiele.
Der Tabellenerste stieg direkt auf, der Zweite spielte gegen den Vorletzten der 1. HNL in der Relegation. Die beiden letzten Mannschaften stiegen in die 3. HNL ab.

## Vereine
| Verein                  | Stadt         | Stadion                    | Kapazität |
| ----------------------- | ------------- | -------------------------- | --------- |
| NK Hrvatski dragovoljac | Zagreb        | Stadion NŠC Stjepan Spajić | 5.000     |
| Dinamo Zagreb II        | Zagreb        | Stadion Hitrec Kacian      | 5.000     |
| NK Rudeš                | Zagreb        | ŠC Rudeš                   | 2.500     |
| NK Lučko Zagreb         | Zagreb        | Stadion Lučko              | 1.500     |
| NK Bistra               | Zagreb        | SRC Bistra                 | 1.200     |
| Cibalia Vinkovci        | Vinkovci      | HNK Cibalia                | 10.0000   |
| HNK Šibenik             | Šibenik       | Šubićevac                  | 8.000     |
| NK Sesvete              | Sesvete       | svetok Josip Radnik        | 1.200     |
| NK Segesta Sisak        | Sisak         | Gradski Stadion            | 8.000     |
| NK Imotski              | Imotski       | Stadion Gospin dolac       | 4.000     |
| HNK Gorica              | Velika Gorica | Gradski Stadion            | 8.000     |
| NK Zadar                | Zadar         | Stanovi                    | 5.860     |
| NK Dugopolje            | Dugopolje     | Stadion Hrvatski vitezovi  | 5.200     |

## Abschlusstabelle
| Pl. | Verein                  | Sp. | S  | U  | N  | Tore    | Diff. | Punkte |
| --- | ----------------------- | --- | -- | -- | -- | ------- | ----- | ------ |
| 1.  | Cibalia Vinkovci        | 33  | 20 | 10 | 3  | 054:200 | +34   | 70     |
| 2.  | HNK Šibenik (N)         | 33  | 20 | 9  | 4  | 054:210 | +33   | 69     |
| 3.  | NK Sesvete              | 33  | 15 | 7  | 11 | 056:400 | +16   | 52     |
| 4.  | HNK Gorica              | 33  | 13 | 8  | 12 | 040:400 | ±0    | 47     |
| 5.  | NK Rudeš                | 33  | 11 | 10 | 12 | 047:440 | +3    | 43     |
| 6.  | Dinamo Zagreb II        | 33  | 11 | 10 | 12 | 034:370 | −3    | 43     |
| 7.  | NK Dugopolje            | 33  | 11 | 7  | 15 | 038:410 | −3    | 40     |
| 8.  | NK Lučko Zagreb         | 33  | 11 | 7  | 15 | 040:470 | −7    | 40     |
| 9.  | NK Imotski              | 33  | 11 | 7  | 15 | 040:500 | −10   | 40     |
| 10. | NK Hrvatski dragovoljac | 33  | 11 | 7  | 15 | 029:390 | −10   | 40     |
| 11. | NK Segesta Sisak        | 33  | 10 | 8  | 15 | 044:540 | −10   | 38     |
| 12. | NK Zadar                | 33  | 5  | 8  | 20 | 030:730 | −43   | 23     |

Platzierungskriterien: 1. Punkte – 2. Tordifferenz – 3. geschossene Tore

| (A) | Absteiger aus der 1. HNL 2014/15  |
| (N) | Aufsteiger aus der 3. HNL 2014/15 |

## Relegation
| Datum           | Zweiter 2. HNL | Gesamt          | Neunter 1. HNL | Hinspiel | Rückspiel |
| --------------- | -------------- | --------------- | -------------- | -------- | --------- |
| 29. Mai/1. Juni | HNK Šibenik    | 2:2 (4:5 i. E.) | NK Istra 1961  | 1:1      | 1:1 n. V. |

## Torschützenliste
| Pl. | Name               | Mannschaft       | Tore |
| --- | ------------------ | ---------------- | ---- |
| 1.  | Frane Vitaić       | Cibalia Vinkovci | 15   |
| 2.  | Igor Prijić        | NK Segesta Sisak | 14   |
| 3.  | Ivan Prskalo       | NK Sesvete       | 12   |
| 4.  | Theophilus Solomon | HNK Šibenik      | 11   |
| 5.  | Ivan Antunović     | NK Sesvete       | 10   |
| 5.  | Jakov Blažević     | NK Zadar         | 10   |
| 5.  | Ivan Bubalo        | NK Dugopolje     | 10   |